# Stephen Fry
Sir Stephen John Fry (Hampstead, Londres, 24 d'agost de 1957) és un comediant, actor, director i escriptor anglès. Fou escollit pel diari The Observer entre els cinquanta millors còmics de la història. És ben conegut pel seu agut cinisme, el seu estil de l'humor típicament britànic, la seva implicació política i el seu fanatisme per la tecnologia digital. Alguns dels seus papers més rellevants han estat en pel·lícules com Wilde, V de Vendetta o Els amics de Peter.

## Biografia
És el segon fill de Marianne Neumann, filla de refugiats jueus d'Àustria amb orígens al que actualment és Eslovàquia i del físic i inventor Alan John Fry. Té un germà gran, Roger, i una germana petita, Jo. Els seus besavis materns Berta i Samuel, que vivien a Viena, van ser assassinats pels nazis al gueto de Riga vers 1942. Els seus avis materns havien emigrat cap a Anglaterra el 1927. El pare és d'origen anglès, amb arrels a Kent i Cheshire.
Va estudiar a l'Escola Gresham, a l'Uppingham School (prop del poble de Corby) i a la Universitat de Cambridge.
Stephen Fry va dir que tot va començar només néixer: «Després de sortir de l'úter de la meva mare, vaig decidir que era l'última vegada que em ficava allí.» (després va confessar que va prendre aquesta frase d'un amic de la universitat). Va mantenir en secret durant l'adolescència i li va impulsar a portar un llarg celibat, fins que finalment va sortir de l'armari i defensa com una opció sexual més, que no li ha d'importar a ningú («El que cadascun faci amb el seu penis o el seu cul és totalment irrellevant des del punt de vista moral: el que faci amb la seva personalitat, això sí que és important»).
No obstant això, la seva personalitat ha influït en gran manera en alguns dels papers que ha decidit adoptar al cinema, com ara el biopic d'Oscar Wilde –un paper que, segons ell, havia nascut per interpretar– i molts dels crítics li donen la raó. La seva semblança física amb l'escriptor irlandès, així com el seu propi sentit de l'humor o les seves iròniques cites i visió del món, fan d'aquesta potser la interpretació definitiva de Wilde.
Un dels fets que més li han influït és el patir un trastorn bipolar, que va fer públic en un documental per a televisió (The secret life of the Manic Depressive), i que el fa passar de l'eufòria a l'estat més depressiu, amb risc fins i tot de suïcidi.
A la universitat (pertanyia al Queens' College de Cambridge) va conèixer els també actors Hugh Laurie i Emma Thompson (després farien una paròdia de la seva pròpia vida com a universitaris a Els joves). Es confessa admirador d'escriptors com Anthony Buckeridge, el seu amic personal Douglas Adams (va participar en l'adaptació al cinema del seu llibre Guia galàctica per a autoestopistes) o P. G. Wodehouse (juntament amb Hugh Laurie, va protagonitzar una versió de les seves històries anomenada Jeeves and Wooster; Fry feia de Jeeves.
Ha participat en nombrosos programes de televisió, sèries i concursos (Saturday Live, L'Escurçó Negre, QI, A Bit of Fry and Laurie), i va realitzar nombrosos anuncis televisius. És periòdicament triat com un dels personatges més populars de televisió entre el públic britànic.
Ha estat un ardu defensor del Partit Laborista en els anys 90, però hi ha renegat després que el partit recolzés la Guerra de l'Iraq. Va ser un dels principals crítics de Tony Blair i de la denominada tercera via.
Va participar en un programa de televisió anomenat Room 101, en el qual algú podia desfer-se de les coses que més li disgustaven. Fry va triar el propi Room 101. També ha estat l'últim a rebre el guardó de Fumador en Pipa de l'Any abans de la dissolució del premi.
El 2010, va liderar la seva defensa pública en el judici del ciutadà Paul Chambers, encausat per enviar un tuit en el qual deia «Merda! l'aeroport Robin Hood està tancat Teniu una setmana… en cas contrari faré volar l'aeroport fins al cel.» El senyor Chambers pretenia arribar a temps per veure la seva promesa, i en el judici per amenaça de sabotatge va argumentar, i així ho va defensar Fry públicament, que es tractava d'una evident mostra d'humor britànic. Fry, després de recaptar fons per a l'apel·lació i tractar d'implicar-se penalment retuitejant la suposada amenaça, es va oferir a pagar la multa del procés.
Ja el 2007 va comptar la Viquipèdia entre les seves deu pàgines web preferides:
| «                                               | La viquipèdia, perque m'agrada descobrir que m'he mort o que en l'actualitat soc membre d'un grup de ballet xinès, a més de totes les altres coses importants i molt precises que la web de Viquipèdia ens porta a tots. | » |
| — Stephen Fry: The Internet, 31 de maig de 2007 | |   |

## Obres
Fry ha escrit guions i musicals (Me and My Girl), llibres (Making History, The Hippopotamus, Mythos, o la seva autobiografia Moab Is My Washpot), obres de teatre, guions per a televisió com ara A bit of Fry and Laurie i la sèrie documental per a la BBC Out There, sobre la sortida —o no– de l'armari en diferents indrets del món. El 2017 va publicar Mythos, una versió ben personal de la mitologia grega. Va ser traduït al català Mites per Anna Llisterri el 2019. Però sobretot és conegut com a actor de teatre (The Common Pursuit, Cell mates), en xous de ràdio, en televisió (The Young Ones, Blackadder) i en cinema.
Ha filmat les següents pel·lícules:
- Un peix anomenat Wanda (1988, cameo)
- Els amics de Peter (1992) per Kenneth Branagh
- aI.Q. (1994)
- El vent als salzes (The Wind in the Willows) (1996)
- Wilde (1997)
- Spiceworld (1997)
- Acció Civil (1998)
- Whatever Happened to Harold Smith? (1999)
- Sabotatge (2000), de Germans Ibarretxe
- Gent amb classe (Relative Values) (2000), basat en una obra de Noël Coward
- Gosford Park (2001), de Robert Altman
- The Discovery of Heaven (2001)
- Thunderpants (2002)
- Le Divorce (2003), de James Ivory
- A Bear Named Winnie (2004)
- Digue'm Peter (The Life and Death of Peter Sellers) (2004)
- The Hitchhiker's Guide to the Galaxy (2005) - va fer de guia (veu)
- Mirrormask (2005)
- Tristram Shandy: A Cock and Bull Story (2006)
- Bones (2006/07/09) Dr. Gordon Gordon
- V de Vendetta (2006)
- Alex Rider: Operació Stormbreaker (Stormbreaker) (2006)
- Pocoyó (narrador, 2006-present)
- Leo, l'afortunat (2007)
- Little Big Planet (narrador de tutorials) (2008)
- Alicia al país de les meravelles (Gat de Cheshire) (2010)
- Let's Go Pocoyo (narrador, seqüela de Pocoyó, 2010-present)
- Món Pocoyo (narrador, seqüela de Pocoyó, 2010-present)
- Sherlock Holmes: joc d'ombres - Mycroft Holmes (2011)
- PlayStation All-Stars Battle Royale - narrador de Sackboy (2012)
- El hobbit: la desolació de Smaug - governador d'Èsgaroth (2013)
- Danger Mouse - Coronel K (2015)

## Honors
Comandant de l'orde del Fènix (Grècia)